# Turmhügel Roßhof
Der Turmhügel Roßhof, auch Rossberg genannt, ist eine abgegangene mittelalterliche Turmhügelburg (Motte) bei Roßhof, einem heutigen Ortsteil der Marktgemeinde   Großheubach im Landkreis Miltenberg in Bayern.
Der Turmhügel wurde 1975 eingeebnet und die Burgstelle mit dem Reitstall des Rosshofes überbaut.

## Beschreibung
Ein Luftaufnahme aus den 1960er Jahren, die Reste einer Bebauung zeigt, stützt die Vermutung auf eine Turmhügelburg seit der ersten Hälfte des 14. Jahrhunderts. Erbauer der Anlage war entweder Heinrich oder Wiprecht Rüd von Rüdenau, einer Dienstmannenfamilie, die sich ursprünglich „von Amorbach“ nannte. Urkundlich belegt nannten sie sich ab 1281 „Rüden“. Vermutlich hatte die Burg das Aussehen des Templerhauses in Amorbach.
1842 noch als römisches Castell gedeutet, wurden Reste der Umwallung in einer Länge von 200 Schritt, was einen Radius von etwa 19 Meter bedeutet und eine Fläche von etwa 1100 Quadratmetern annehmen lässt, was gut zu den Flächen von Kleinburgen passt. Hier sollen Grundmauern, farbige Gefäß- und Waffenreste gefunden worden sein.